# LFG Roland D.IV
Le LFG Roland D.IV, qui fut rebaptisé par la suite LFG Roland Dr.I, était un avion de chasse allemand triplan, monomoteur et monoplace, qui vola au milieu de l'année 1917. Comme il n'apportait aucun avantage en matière de performances par rapport aux modèles en service, un seul exemplaire a été construit.

## Conception
Le D.IV était un triplan avec des ailes également espacées et décalées. Seul le plan inférieur avait du dièdre positif. Le plan central était monté au milieu du fuselage et les autres passaient au-dessus et au-dessous du fuselage, soutenus par des entretoises à la section centrale. Les ailes étaient constituées de deux longerons et la corde diminuait du haut vers le bas, de sorte que les entretoises entre les plans n’étaient pas parallèles, mais inclinées longitudinalement. Les ailes entoilées étaient presque rectangulaires en plan, à l’exception des extrémités anguleuses. Leur envergure diminuait également un peu de haut en bas, mais toutes portaient des ailerons interconnectés extérieurement et de faible longueur. Il y avait une petite découpe circulaire dans le bord de fuite du plan supérieur, au-dessus du poste de pilotage, pour améliorer la visibilité du pilote.
Le fuselage du D.IV, comme celui des modèles antérieurs de chasseurs LFG, était en bois et de construction monocoque, mais LFG avait  abandonné la construction dite Wickelrumpf (fuselage enveloppé), qui utilisait de minces bandes de placage d’épicéa renforcé de toile, en faveur de la construction Klinkerrumpf (fuselage à clin) moins cher, qui adoptait la technique utilisée en construction de bateaux, avec des bandes d’épicéa superposées sur un cadre intérieur en bois léger. Sa section transversale était ovale. Le moteur Mercedes D.III à six cylindres refroidi par eau était monté à l'avant, avec ses cylindres et les pipes d'échappement à l'air libre au-dessus du fuselage. Il entraînait une hélice bipale munie d'une grande casserole. Le fuselage se rétrécissait en arrière du poste de pilotage ouvert. À son extrémité arrière, monté sur le dessus du fuselage, l'empennage horizontal avait un bord d'attaque droit et un bord de fuite arrondi. Il portait des gouvernes de profondeur séparées. L'empennage vertical était arrondi, avec un gouvernail de direction qui s’étendait sous le fuselage jusqu’à la quille ventrale. Le train d'atterrissage conventionnel avait deux roues principales sur un essieu commun, soutenues par de longs montants en V jusqu’au dessous du fuselage, ainsi qu’une courte béquille arrière.

## Engagements
L'unique prototype commandé par l'Idflieg a été testé durant l’été 1917, mais il a été gravement endommagé fin septembre. LFG l’a reconstruit avec un fuselage Klinkerrumf similaire, initialement destiné à un chasseur biplan D.VI, et les essais ont rapidement repris. Il a été décidé que le Dr.I, comme il était désormais désigné (Dr pour Drei, trois en allemand), ne présentait aucun avantage particulier sur les chasseurs allemands existants, et le développement a été abandonné.